# Brad Patton
Brad Patton, nombre artístico de Joel Mangs, (Melbourne, 7 de agosto de 1972) es una ex estrella del porno gay australiano.

## Biografía
Patton proviene de una familia religiosa. Su padre, de origen sueco-finlandés, era pastor de la denominación religiosa Asamblea de Dios, y su madre, australiana, era secretaria de una escuela cristiana en Melbourne. Creció en tres países diferentes, incluyendo Australia y Suecia, donde pasó gran parte de su vida. Inicialmente se quedó en Suecia cuando sus padres regresaron a Australia; más tarde regresó a Australia. A la edad de 22 años, tuvo su aparición y también su primera relación sexual.

### Patinador artístico
Patton es también una figura del patinaje artístico, por lo general bajo su nombre de nacimiento. Comenzó a patinar a los nueve años. Ha ganado dos medallas de oro en el Gay Games VI y dos medallas de plata en los World Outgames 2006 en Montreal. Trabajó en los Países Bajos en la segunda temporada del programa de televisión Dancing on Ice. También apareció durante un total de 6 años en el programa de patinaje artístico Disney on Ice.

### Estrella porno
Patton realizó generalmente el papel activo, sin embargo también hizo de pasivo en varias películas, incluyendo una actuación de 2008 en Couples 3 de COLT Studio Group con la estrella Tom Chase como compañero.
Se ha retirado del negocio, diciendo en su página web, "He tenido muchos cambios en mi vida recientemente que me han llevado a decidir retirarse de la de adultos (película) de la industria. No ha sido una decisión fácil y me quisiera aprovechar esta oportunidad para agradecer a todos mis fieles seguidores y miembros."
Tuvo una relación con el también ex estrella del porno Brian Hansen. La pareja vivió en Ámsterdam, Países Bajos.

## Filmografía
- Hot Wired 2: Turned On (2003)
- Drenched Part I: Soaking It In (2003)
- The Taking Flight Set (2004)
- Man Made (2005)
- Heaven To Hell (2005)
- Cross Country Part 1 (2005)
- Trunks 2 (2006)
- Casting Couch (2007)
- Couples III (2008)

## Premios
- 2004: GayVN Awards: Mejor escena de sexo oral en Drenched Part I (con Lane Fuller)
- 2006: Grabby Awards: Mejor escena de sexo dúo, en Beyond Perfect
- 2007: GayVN Awards: Mejor escena de sexo dúo, en Manly Heat: Quenched